# Los hombres del triángulo rosa
Los hombres del triángulo rosa (en alemán, Die Männer mit dem rosa Winkel) es un libro de Heinz Heger, seudónimo del escritor vienés Hans Neumann, publicado en 1972, que trata sobre la persecución de los homosexuales en la Alemania nazi y su internamiento en campos de concentración donde eran señalados con el triángulo rosa.
Fue, en 1972, el primer documento en primera persona sobre el internamiento de los homosexuales en los campos de concentración nazis. Hasta entonces, el tema era desconocido para el público y, a pesar de no ser ignorado por la historiografía oficial, a menudo era deliberadamente censurado. La documentación sobre la materia era escasa y fragmentaria, y, no existiendo otros testimonios directos, era fácil negar que el episodio hubiese ocurrido jamás, tal como hicieron algunas asociaciones de antiguos prisioneros, que no querían que sus nombres fueran «ensuciados» con la presencia de homosexuales en sus filas. De ahí la importancia de la aparición de pruebas directas, a la que la autobiografía de Heger dio paso.
Heger realizó cerca de 15 entrevistas entre 1965 y 1967 al superviviente de los campos de concentración Josef Kohout, y que finalmente fue publicado en 1972 por la editorial independiente Merlin Verlag. 
Esto explica por qué aparecen secciones distintas a las demás, ya que fueron escritas después: el tono de la narración es menos aséptico y más «novelado», con momentos de ira enfática (y retórica), por lo general ausentes en documentos de este tipo. Por otra parte, la narrativa ha sido «ajustada» para destacar los episodios juzgados más adecuados para garantizar una venta exitosa: normalmente, la violencia y el sexo.
A pesar de estas limitaciones (o quizás gracias a ellas) el libro tuvo un impacto enorme en la comunidad gay. Era la primera vez que una antigua víctima de la persecución nazi rompía el silencio. El libro fue traducido a muchos idiomas y durante muchos años fue el único documento en primera persona disponible sobre el tema. No es exagerado decir que el impacto emocional de este trabajo contribuyó a romper la «conspiración de silencio» en torno a este tema, que aún es tabú, a encender la esperanza de encontrar más testigos dispuestos a hablar de su experiencia (que de hecho ocurrió) y, finalmente, a preparar el camino para el trabajo posterior, realizado métodos más científicos de la historiografía, como el documental Paragraph 175.
El libro inspiró la obra de teatro de 1979 Bent, de Martin Sherman, que se filmó en 1997 como la película homónima, dirigida por Sean Mathias.